# Empoasca tna
Empoasca tna är en insektsart som beskrevs av Irena Dworakowska 1980. Empoasca tna ingår i släktet Empoasca och familjen dvärgstritar. Inga underarter finns listade i Catalogue of Life.